# Iglesia de San Saturnino (Ventosa)
La iglesia de San Saturnino de Ventosa (La Rioja, España) es una iglesia cristiana la cual se encuentra ubicada en la cima del cerro que concentra el núcleo urbano de la localidad.

## Características
Construida en sillería con planta de cruz latina y cabecera rectangular orientada a levante, alberga una única nave. A su pie, adosada a la fachada norte, dispone de una torre de planta cuadrada rematada con una pirámide de ocho facetas, que fue construida en el siglo XVII en fábrica de ladrillo, asentada sobre la base de sillar de otra anterior.
Se accede a la iglesia por el lateral meridional a través de una portada de estilo gótico, datada en el siglo XVI, y decorada con motivos animales y vegetales.
En su interior, a los pies de la nave se encuentra la tribuna o coro, sostenida por arco escarzano y bóveda de crucería muy plana.
La nave conserva en esta zona los techos originales: con bóvedas de crucería en piedra, adornadas con nervios y rosetones de motivos florales.
En cambio, las bóvedas próximas al crucero, así como los muros de la cabecera fueron claramente reconstruidos con posterioridad, debido a algún derrumbe.

## Interior
Su retablo mayor está compuesto de banco y dos cuerpos distribuidos en cinco calles, se finalizó a principios del siglo XVII. Fue una obra conjunta del arquitecto Martín de Nalda y del escultor arnedano Antonio de Zárraga, dedicando principalmente el primer cuerpo a San Saturnino y segundo a la Virgen María; también se destaca la representación de la Santísima Trinidad en su coronación y los cuatro evangelistas en su base.
Además, la iglesia dispone de dos retablos menores, uno dedicado a la Virgen Blanca (Patrona de la localidad) y otro a la Virgen del Carmen.
Entre las imágenes religiosas de culto, pueden resaltarse las tallas de Cristo yaciente del siglo XIV, San Roque (del siglo XVI) y San Juan Bautista (del siglo XVIII).
- Datos: Q5911304
- Multimedia: Iglesia de San Saturnino (Ventosa) / Q5911304